# Vlkov (Čakov)
Vlkov je malá vesnice, část obce Čakov v okrese Benešov. Nachází se asi 1 km na jihozápad od Čakova. V roce 2009 zde bylo evidováno 10 adres. Jižně od Vlkova protéká Křešický potok, který je levostranným přítokem řeky Sázavy.
Vlkov leží v katastrálním území Vlkov u Čakova o rozloze 1,65 km².

## Historie
První písemná zmínka o vesnici pochází z roku 1390.